# Guettarda

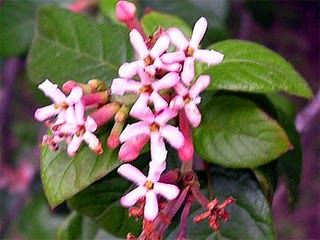
Gessamí de l'Uruguai (Guettarda uruguayensis)

Guettarda és un gènere de plantes amb flor de la família Rubiaceae.

## Taxonomia
El gènere fou anomenat en honor del botànic francès Jean-Étienne Guettard. La majoria de les espècies són neotropicals. A Nova Caledònia es troben vint espècies. La gardènia de platja (Guettarda speciosa) té flors blanques molt fragrants que malauradament marceixen ràpidament.
N'hi ha unes 100, cal destacar:
- Guettarda angelica Mart.
- Guettarda comata Standl.
- Guettarda elliptica - Oval-leaf velvetseed
- Guettarda frangulifolia Urb.
- Guettarda insularis
- Guettarda krugii
- Guettarda longiflora Griseb.
- Guettarda noumeana Baillon
- Guettarda ochreata Schltdl.
- Guettarda odorata
- Guettarda uruguayensis - gessamí de l'Uruguai
- Guettarda retusa - Originari de Cuba; extint
- Guettarda scabra -
- Guettarda speciosa L. - gardènia de platja